# Gegê Beraldo
Maria Angélica Beraldo (Campinas, 1956 — Campinas, 24 de agosto de 2024), foi uma voleibolista indoor brasileira integrante da Seleção Brasileira desde as categorias de base, tricampeã consecutivamente do Campeonato Sul-Americano Juvenil em 1972, 1974 e 1975, realizados no Brasil, Argentina e Bolívia, respectivamente. Na categoria adulto, foi três vezes medalhista de prata também consecutivamente em 1973, 1975 e 1977, sediados em Colômbia, Paraguai e Peru, respectivamente, além de disputar a primeira edição do Campeonato Mundial Juvenil, em 1977, e a edição dos Jogos Pan-Americanos de 1975, e foi a capitã da Seleção em algumas oportunidades.

## Carreira
Desde a categoria juvenil, era atleta da Seleção Brasileira e disputou a primeira edição do Campeonato Sul-Americano da categoria de 1972, realizado no Rio de Janeiro, no Brasil, ocasião na qual conquistou junto com a equipe a medalha de ouro de forma invicta. No ano seguinte, já estava na Seleção Principal quando disputou o Campeonato Sul-Americano de 1973 na cidade colombiana de Bucaramanga, época que predominava a hegemonia continental da seleção peruana, conquistando assim a prata.
Em 1974, recebeu nova convocação para Seleção Brasileira, na categoria de base, pela qual disputou a segunda edição do Campeonato Sul-Americano Juvenil na cidade argentina de Mendoza, conquistando bicampeonato nesta edição. Foi convocada para Seleção Principal para disputar o Campeonato Sul-Americano de 1975, em Assunção, no Paraguai, a exemplo da edição anterior terminou com vice-campeonato após derrota para seleção peruana. Ainda pela Seleção Principal, disputou a edição do Jogos Pan-Americanos do México de 1975, onde encerrou na quinta posição.
Conquistou de forma consecutiva o tricampeonato sul-americano na categoria juvenil em 1976, realizado em La Paz, na Bolívia. Recebeu mais uma convocação para representar o país na Seleção Principal, desta vez na edição do Campeonato Sul-Americano de 1977, disputado em Lima, no Peru, e obteve mais uma vez a medalha de prata, já qualificado por ser o país-sede, o Brasil contou com a atleta na equipe que disputou o primeiro Mundial da categoria juvenil em 1977, classificando-se para fase final e terminando em quarto lugar nesta edição.
Continuou praticando voleibol na categoria Master defendendo as cores do Club Athletico Paulistano e foi diretora de voleibol no Clube Campineiro de Regatas e Natação.
Morreu, em 24 de agosto de 2024, em Campinas, aos 68 anos, em decorrência de um câncer de pulmão seguido por um acidente vascular cerebral (AVC) e foi sepultada no Cemitério da Saudade.

## Títulos e resultados
- 1975: 5.º lugar dos Jogos Pan-Americanos (Cidade do México, México)[6]
- 1977: 4.º lugar do Mundial Juvenil (São Paulo, Brasil)[9]